# Diplomystes chilensis
Diplomystes chilensis és una espècie de peix de la família Diplomystidae i de l'ordre dels siluriformes.

## Morfologia
- Els mascles poden assolir 23 cm de longitud total.[2][3]

## Hàbitat
És un peix d'aigua dolça i de clima subtropical.

## Distribució geogràfica
Es troba al sud de Sud-amèrica: rius a prop Valparaíso i Santiago de Xile (Xile).